# Ludmila Bártová
Ludmila Bártová (10. dubna 1915 Písek – 11. září 2004 Praha) byla česká učitelka, odborná pracovnice a spisovatelka.

## Život
Ludmila Bártová byla dvakrát vdaná: poprvé s PhDr. Jindřichem Slípkou (1907–1981) a podruhé s Karlem Hobzou (1913–1995). Z prvního manželství měla syna Pavla Slípku a dceru Blanku Vokálkovou-Slípkovou. Vystudovala Filozofickou fakultu univerzity Karlovy, dosáhla titulu PhDr.
Byla středoškolská učitelka, spisovatelka, členka Svazu spisovatelů, zaměstnankyně Ministerstva školství a osvěty, proděkanka ÚSL, autorka jazykových učebnic a dalších výukových materiálů.
Za války psala povídky, jejichž tématem byly milostné příběhy, zážitky z dětského světa a duševní dospívání chlapců a dívek. Ve svých dílech vždy soucítila s duševně trpícími. Zabývala se také vychovatelskými problémy.
Po válce byla autorkou nebo spoluautorkou učebnic francouzštiny pro střední školy - hospodářské, ekonomické a všeobecně vzdělávací; češtiny pro zahraniční studenty vysokých škol nefilologických směrů, češtiny pro Vietnamce strojního oboru.
Většina učebnic byla přeložena do slovenštiny.
Byla spoluautorkou televizního kurzu francouzštiny pro začátečníky a audio-orálního programu k učebnici francouzštiny pro všeobecně vzdělávací střední školy.
Jejím posledním autorským dílem byl Francouzsko-český/česko-francouzský lékařský slovník, vydaný v roce 2000.

## Dílo

### Próza[1]
- Na lemu tmy: povídky – Praha: Karel Voleský, 1942
- Šlépěje věčna: trojice povídek – 6 původních litografií a grafická úprava Karel Müller. Praha: K. Voleský, 1944
- Předjaří: pětice povídek – kresby a obálka: Ludmila Jiřincová; hlubotisk kreseb Václav Neubert. Praha: K. Voleský, 1945

### Jiné
- Marie-Claire: francouzská četba pro střední školy – Marguerite Audoux; upravila. Praha: Stání nakladatelství, 1948
- Televizní kurs francouzštiny pro začátečníky – podle televizního kursu sestavili Ludmila Hobzová, Růžena Fischerová, František Studnička. Praha: Orbis, 1967
- Francouzština pro 2. ročník středních škol: audioorální program k učebnici francouzštiny – a kol. Praha: Komenium, 1972
- Francouzsko-český, česko-francouzský lékařský slovník – Praha: Grada, 2000

### Učebnice
- Francouzština pro 1. ročník hospodářských škol se čtyřletým studiem – a Stanislav Lyer; mapku nakreslil Oldřich Kulík. Praha: SPN, 1955
- Francouzština pro 2. ročník hospodářských škol se čtyřletým studiem – a Josef Dubský; ilustroval Ladislav Vokálek. Praha: SPN, 1956
- Francouzština pro III. a IV. ročník hospodářských škol se čtyřletým studiem – a Jan Šabršula, ilustroval Josef Říha. Praha: SPN, 1958
- Francouzská obchodní korespondence pro 3. a 4. ročník hospodářských škol se čtyřletým studiem – a Antonín Bernášek, Jan Šabršula. Praha: SPN, 1958
- Francouzština: odborné texty pro 3. a 4. ročník hospodářských škol se čtyřletým studiem – a Stanislav Lyer. Praha: SPN, 1958
- Francouzština pro 1. ročník středních ekonomických škol – a Stanislav Lyer; ilustroval Josef Paukert. Praha: SPN, 1963
- Francouzština pro 2. ročník středních ekonomických škol – a Stanislav Lyer; ilustroval Miloš Novák. Praha: SPN, 1963
- Francouzština pro I. ročník středních škol – a Stanislav Lyer: Praha: SPN, 1965
- Francouzština pro II. ročník středních škol – a Stanislav Lyer; ilustrovala Milada Marešová. Praha. SPN, 1966
- Francouzština pro III. ročník středních škol – a Stanislav Lyer. Praha: SPN, 1967
- Na pomoc vyučování cizím jazykům na středních školách: sborník. 1968/1969. Díl 1 – a Anna Střížová. Olomouc: Krajský pedagogický ústav, 1969
- Čeština pro zahraniční studenty vysokých škol nefilologických směrů – a Dana Fialová a kol. Praha: Universita 17. listopadu, 1971
- Učebnice češtiny pro Vietnamce. IV., Obor strojní: texty; cvičení; slovník – a Karel Pugner, Nguyen Xuan Nho. Praha: SPN, 1974
- Odborná francouzština pro lékařskou praxi – Brno: Institut pro další vzdělávání středních zdravotních pracovníků, 1989–1992
- Francouzské dialogy pro lékaře i pacienty – a Pavel Mirovský. Praha: Luděk Štětka, 1994